# Défis cobayes
 (novembre 2017).
Si vous disposez d'ouvrages ou d'articles de référence ou si vous connaissez des sites web de qualité traitant du thème abordé ici, merci de compléter l'article en donnant les références utiles à sa vérifiabilité et en les liant à la section « Notes et références ».
Défis cobayes est une émission présentée par Alex Goude et David Lowe diffusée sur France 4 du lundi au vendredi à partir de 18:50. Elle est inspirée par On n'est pas que des cobayes.
Il y a trois équipes (rose, orange, bleue) composées de deux enfants et d'un adulte.
Le jeu se déroule en trois manches : "La preuve par quatre", "Tous au labo", "Le défi final".